# Považský Inovec

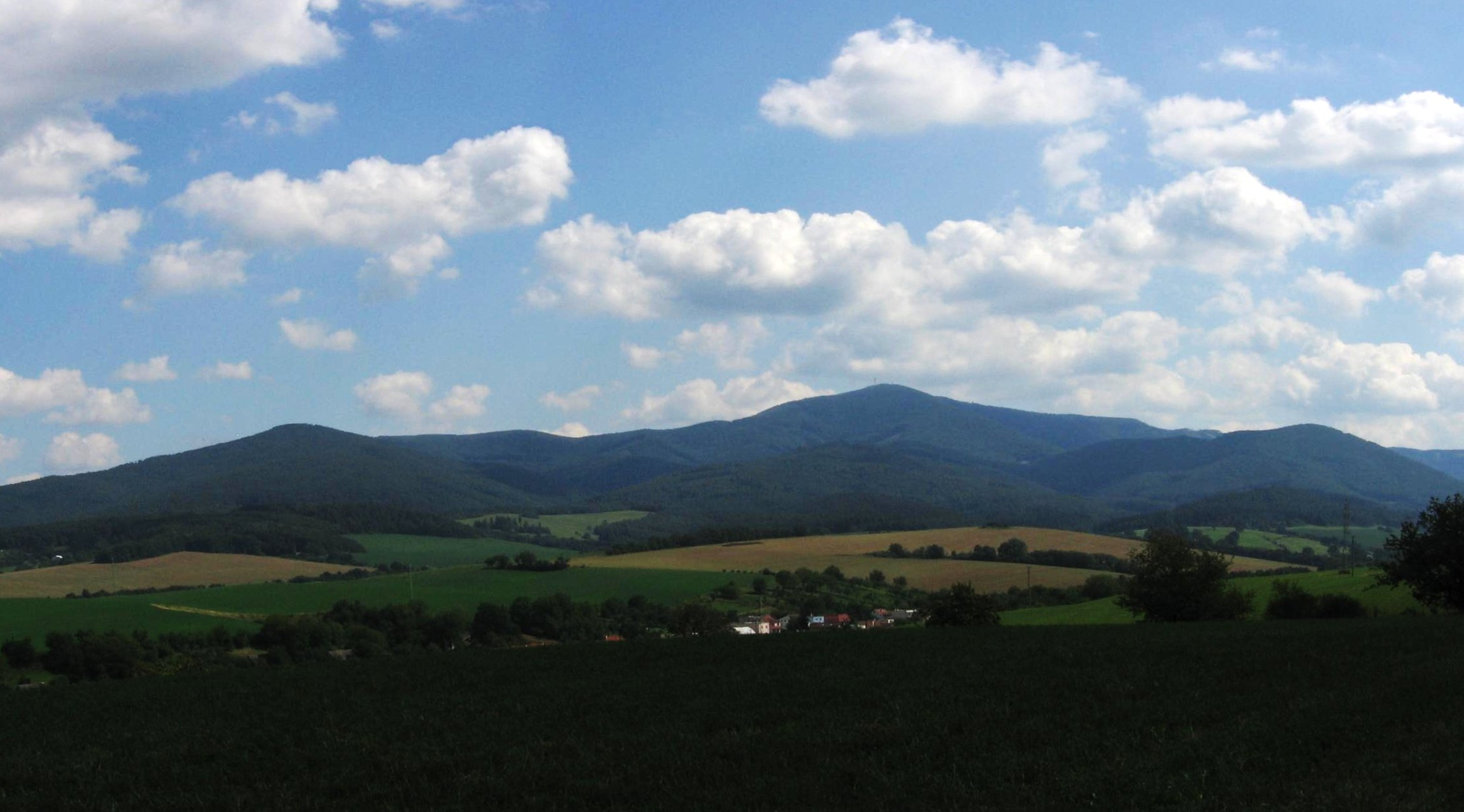
Quang cảnh phần phía bắc của dãy Považskský Inovec nhìn từ Trenčianske Stankovece. Ngọn núi cao nhất ở giữa là Inovec (1042 m).

Považský Inovec là một dãy núi ở phía tây Cộng hòa Slovakia, ngăn cách lưu vực sông Váh (dòng sông dài nhất ở Slovakia) và sông Nitra. Ngọn núi chiếm một khu vực rộng lớn với 48 km chiều dài và 15–25 km chiều rộng. Đứng từ thành phố Hlohovec có thể thấy ngọn núi nhô lên từ Đồi Danubia và cao dần về phía Bắc cho đến gần thành phố Trenčín, nơi giáp với Dãy núi Strážov. Đỉnh cao nhất của toàn bộ dãy núi là Inovec với độ cao lên tới 1042 m.
Dãy núi Považský Inovec cũng được biết tới là nơi có nhiều di tích có giá trị lịch sử cao ở trong hoặc gần dãy núi. Một số di tích điển hình có thể kể đến như pháo đài Đại Moravia Kostolec gần Ducové, Lâu đài Hlohovec gần Hlohovec, Lâu đài Beckov gần Beckov, Lâu đài Topoľčany và Lâu đài Tematín. Ngoài ra còn có thành phố spa nổi tiếng Piešťany nằm dưới cách chân núi không xa.

## Địa chất học
Považský Inovec là khu vực có nhiều địa lũy trầm tích khổng lồ nổi lên do sự lấp đầy địa chất trải qua hàng triệu năm của lưu vực Pannonia giữa sông Váh và sông Nitra. Các hố trầm tích này không nằm cùng một khu vực mà phân thành ba đoạn trải dài từ bắc xuống nam và phân cách nhau bởi các đoạn núi đứt gãy dốc và sâu. Địa chất của dãy Považský Inovec cũng khá đặc biệt với kết cấu đa dạng các loại đá kết tinh từ nhiều năm về trước. Điển hình là ở một số hang động trong sườn núi phía bắc xuất hiện rất nhiều loại đá phiến như diaphthorit, phyllonite, micaschist biotit, gneis, amphibolit và migmatit. Ngoài ra, khu vực giữa làng Selec và Hrádok xuất hiện lớp phủ phủ trầm tích do núi nửa Đại Cổ sinh phun trào. Địa hình dãy Považský Inovec rất phức tạp, ngoài việc xuất hiện rải rác các hố trầm tích (thuộc kỷ Phấn trắng) ở khối núi phía bắc và phía nam còn có nhiều đoạn đứa gãy xuyên ngang ngăn cách khối phía bắc với khối trung tâm. Khối núi trung tâm của dãy có cấu trúc tương tự Vành đai Fatra-Tatra, được cấu tạo bởi đá kết tinh Tatric và hai lớp phủ trầm tích Mesozoi. Còn các khối núi Bojná và Zlatníky được hình thành từ đá granitoid. Bên cạnh đó, cũng cần kể đến một số loại đá như đá Tematín, đá marlstone và đá dolomit. Đây là các loại đá được tìm thất trên thảo nguyên Fatric, Thảo nguyên Hronic và sườn phía tây của dãy núi.

## Cổ sinh vật học
Theo tài liệu nghiên cứu từ các nhà khảo cổ cho thấy họ đã phát hiện ra một số hang động Čertova pec gần Radošina có vết tích sinh sống của con người từ thời kỳ đồ đá. Các các hiện vật được tìm thấy chủ yếu thuộc văn hóa Mousterian (liên quan với người Neanderthal) và văn hóa Szeletian sau này.